# Mytheresa.com
Mytheresa.com è un e-commerce di moda di lusso, quotato in borsa  e con sede a Monaco di Baviera (Germania) . Come piattaforma digitale multibrand di lusso, Mytheresa vende a livello globale collezioni di ready-to-wear, scarpe, borse e accessori per donna, uomo e bambini, nonché prodotti lifestyle e gioielli.

## Storia
Nel 1987 Susanne e Christoph Botschen hanno aperto la boutique “Theresa” nel centro di Monaco, dove vendevano griffe prestigiose di moda femminile . La coppia ha integrato il negozio fisico con il negozio online "Mytheresa" nel 2006. Nel 2010 Acton Capital Partners, il fondo di Venture Capital, ha investito in Mytheresa e da allora ne detiene una quota di minoranza. Nel 2014 Mytheresa è stata venduta a Neiman Marcus, la catena statunitense di grandi magazzini di lusso, per 150 milioni di euro .
Nel maggio 2020, a seguito dell’istanza di bancarotta di Neiman Marcus ai sensi del capitolo 11 del codice fallimentare statunitense , Mytheresa è stata estratta dalla massa fallimentare da alcuni investitori e finanziata temporaneamente attraverso i prestiti degli shareholder per 200 milioni di dollari. Nel gennaio 2021, la società madre MYT Netherlands è stata quotata alla NYSE , con un introito di 407 milioni di dollari, utilizzato per rimborsare i prestiti degli azionisti. Il resto dei proventi è servito a finanziare la forte crescita dell'azienda. Nel 2022, Mytheresa ha esteso la sua offerta anche agli articoli per l'arredamento e il lifestyle con l'introduzione della categoria “Lifestyle” . Nel 2023, l'assortimento è stato arricchito con gli orologi Certified Pre-Owned in collaborazione con Bucherer , mentre la categoria Fine Jewelry è stata ulteriormente ampliata. Nell'autunno del 2023, Mytheresa ha aperto un nuovo centro di distribuzione di 55.000 m² presso l'aeroporto di Halle/Lipsia .
Nell'ottobre 2024 Mytheresa ha annunciato l'acquisizione dell'azienda online di moda e accessori di lusso Yoox Net-A-Porter (YNAP) di Richemont, previa approvazione da parte delle autorità competenti e in cambio dell'acquisizione da parte di Richemont di una quota azionaria del 33% di Mytheresa.
Nel mese di aprile 2025, Mytheresa ha finalizzato l’acquisizione di YNAP da Richemont, a seguito del soddisfacimento di tutte le condizioni, comprese le approvazioni incondizionate da parte delle autorità regolatorie competenti.
A partire dal 1° maggio 2025, la società madre MYT Netherlands Parent B.V. è stata rinominata LuxExperience B.V., continuando a essere quotata alla Borsa di New York (NYSE) con il nome commerciale “LuxExperience” e un nuovo simbolo ticker “LUXE”.
Il nuovo gruppo “LuxExperience B.V.” riunisce sotto lo stesso tetto i marchi Mytheresa, Net-a-Porter, Mr Porter, Yoox e The Outnet.

## Management
Da marzo 2015 Michael Kliger è l'amministratore delegato di Mytheresa. 
Mytheresa ha ampliato la sua offerta includendo anche l'abbigliamento per bambini nel 2019 e l'abbigliamento maschile nel 2020.